# El Yuale Chico
El Yuale Chico är en ort i Mexiko.   Den ligger i kommunen Santiago Tuxtla och delstaten Veracruz, i den sydöstra delen av landet, 400 km öster om huvudstaden Mexico City. El Yuale Chico ligger 32 meter över havet och antalet invånare är 275.
Terrängen runt El Yuale Chico är platt. Runt El Yuale Chico är det ganska tätbefolkat, med 104 invånare per kvadratkilometer. Närmaste större samhälle är Santiago Tuxtla, 18,6 km nordost om El Yuale Chico. Omgivningarna runt El Yuale Chico är en mosaik av jordbruksmark och naturlig växtlighet.